# صندل برگ‌تیز
صندل برگ‌تیز (نام علمی: Santalum acuminatum) نام یک گونه از سرده صندل سفید است.